# SC Karl-Marx-Stadt
SC Karl-Marx-Stadt was een prestatiegerichte sportclub uit het Oost-Duitse Karl-Marx-Stadt. De club was voornamelijk actief in kunstschaatsen, gewichtheffen, atletiek en zwemmen. 

## Geschiedenis
De club werd in 1945 opgericht als SG Chemnitz Nord en nam in 1948 de naam BSG Fewa Chemnitz aan en in 1950 BSG Chemie Chemnitz. Toen op 10 mei 1953 de naam van Chemnitz gewijzigd werd in Karl-Marx-Stadt werd ook de clubnaam gewijzigd. Op 3 maart 1956 werd de BSG omgevormd naar een SC en werd SC Motor Karl-Marx-Stadt. 
Op 1 juli 1963 werd besloten dat er per district maar één sportclub nodig was. In Karl-Marx-Stadt was er naast Motor ook nog SC Wismut Karl-Marx-Stadt. Deze laatste werd ontbonden en SC Motor werd nu SC Karl-Marx-Stadt. 
Na de Duitse hereniging werden de sportclubs ontbonden. De naamswijziging van Chemnitz werd ongedaan gemaakt en de verschillende sportafdelingen gingen in nieuwe clubs over waaronder SC Chemnitz. 

### Voetbal
De voetbalafdeling speelde van 1954 tot 1957 in de DDR-Oberliga en opnieuw vanaf 1962. Hoewel Karl-Marx-Stadt met Wismut nog een tweede en meer succesvollere club in de Oberliga had was Motor de club van de stad omdat voetbalsectie van Wismut de thuisbasis in Aue had. Eind 1965 besliste de overheid om de voetbalafdelingen van de sportclubs zelfstandig te maken in een FC. Zo ontstond op 15 januari 1966 het zelfstandige FC Karl-Marx-Stadt, de voorloper van het huidige Chemnitzer FC.

### Kunstschaatsen

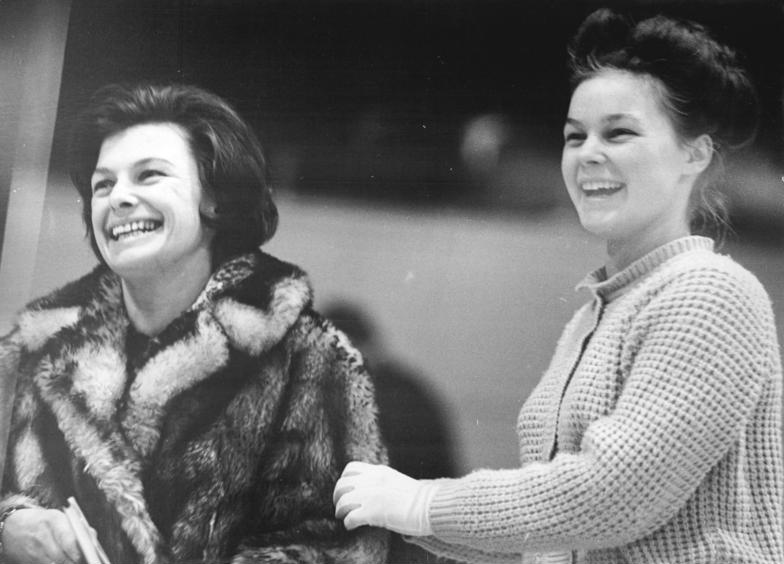
Jutta Müller in 1964 met haar dochter Gabriele Seyfert

Met vijf olympische medailles, elf wereldtitels en negentien Europese titels was SC de succesvolste vereniging van de DDR. De successen waren te danken aan trainer Jutta Müller die in de jaren zestig met haar dochter Gabriele Seyfert succes boekte. Gabriela werd van 1961 tot 1970 telkens kampioen van de DDR, won drie Europese titels, twee wereldtitels en won de zilveren medaille op de Olympische Spelen van 1968 in Grenoble. Bij de spelen namen bij de mannen ook Günter Zöller en Jan Hoffmann deel, die ook bij SC Karl-Marx-Stadt aangesloten waren. Zöller won in 1970 brons op het WK. Jan Hoffmann werd de succesvolste kuntschaatser van de DDR met vier Europese titels, twee wereldtitels en olympisch zilver in 1980.
Anett Pötzsch werd de volgende student van Jutta Müller die een ster werd. Van 1977 tot 1980 werd ze vier keer Europees kampioen, twee keer wereldkampioen en won ze olympisch goud in 1980. Het was de eerste gouden medaille in het kunstschaatsen voor de DDR. Na het einde van haar carrière begon die van Katarina Witt, die met zes Europese titels, vier wereldtitels en twee olympische medailles de succesvolste kunstschaatsster van de club werd.
Naast Jutta Müller was ook Irene Salzmann een succesvolle trainer. Onder haar leiding bereikten Sabine Baeß en Tassilo Thierbach de top in het kunstschaatsen voor paren. In 1982 wonnen ze als enige DDR-paar in de geschiedenis de wereldtitel. 
De opvolger voor de kunstschaatsafdeling werd Eissportverein Chemnitz. In 1998 werd deze club zelfstandig en richtte Chemnitzer Eislauf-Club op. 

### Langebaanschaatsen
In tegenstelling tot het kunstschaatsen bracht het langebaanschaatsen minder topatleten voort. Enkel Gabriele Zange werd een ster met drie bronzen medailles op de Olympische spelen, twaalf medailles op de wereldbekers en vier Europese titels.